# GWR Classe 3031
Le GWR Classe 3031 (anche note come Classe Achilles o Dean Single) erano una classe di locomotive a vapore britanniche della Great Western Railway, costruite agli Swindon railway works. Vennero progettate da William Dean per il traffico passeggeri. Oltre alle 50 locomotive costruite, facevano parte della classe anche 30 esemplari ricostruiti della Classe 3001.

## Locomotive famose
La locomotiva nº 3065 Duke of Connaught effettuò una corsa da record con l'Ocean Mail il 9 maggio 1904 (dopo aver preso il treno della locomotiva City of Truro a Bristol), coprendo la distanza da Bristol a Paddington in 99 minuti e 46 secondi.
La locomotiva nº 3041 The Queen, originariamente chiamata James Mason, era una locomotiva Classe 3031 assegnata ai servizi del Royal Train.
La locomotiva nº 3046 Lord of the Isles ha goduto di una popolarità notevole, dovuta al fatto che venne utilizzato come prototipo per un modellino Tri-ang Railways. Successivamente, la locomotiva è stata rilasciata anche da Brio, Matchbox e Hornby.

## La replica

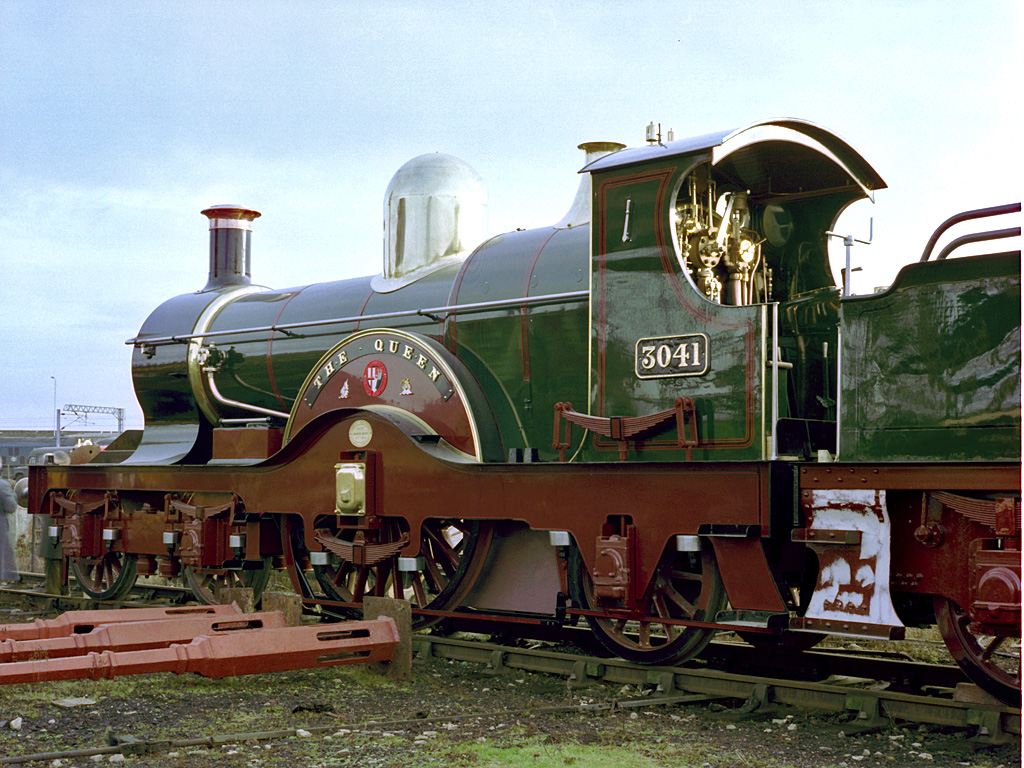
La replica nel 1982

Nessuna locomotiva Classe 3031 è stata conservata. Però, all'inizio degli anni '80, la catena di musei Madame Tussauds commissionò la costruzione di una replica statica della locomotiva The Queen da esporre alla Railways and Royalty Exhibition alla stazione ferroviaria di Windsor.
La locomotiva venne completata nel dicembre 1982, e venne trasportata a Windsor il 12 gennaio 1983 e arrivò a destinazione il 14 gennaio 1983.
I principali componenti della locomotiva, inclusi i telai, la pedana, la caldaia e la cabina, sono stati fabbricati dalla Babcock's di Tipton. Il tender è stato modificato da quello di una locomotiva LB&SCR Classe C2x, e sono stati utilizzati dei pezzi di un tender GWR, provenienti dalla Dumbleton Hall Preservation Society, per il carrello anteriore e le ruote posteriori. Le ruote motrici sono state costruite in modo particolare, con le metà inferiori fuse in due quarti, avvitati insieme per formare una metà, mentre le metà superiori mancavano. Questo design ha permesso alla locomotiva di essere posizionata sul suo carrello anteriore e sulle ruote posteriori senza che le ruote motrici toccassero i binari. Alcuni accessori della caldaia provenivano dalla Great Western Society e sono stati sabbiati, mentre la cupola e il coperchio della valvola di sicurezza sono stati realizzati dalla Newcastle Metal Spinners. La Madame Tussauds ha installato generatori di fumo e vapore, producendo vapore dalla cabina, dal fischio e dalle valvole di sicurezza, e fumo dal fumaiolo, e anche un'unità audio.
La locomotiva venne lasciata al suo posto, ma il tender è stato rottamato per fare più spazio al centro commerciale che occupa quell'edificio della stazione. Il Bluebell Railway Atlantic Group ha acquistato le boccole, le molle e i set completi di ruote dal tender per utilizzarli nel loro nuovo progetto di ricostruzione di una locomotiva Atlantic.